# Nius de metralladores de Foradada
Els nius de metralladores de Foradada són un conjunt de construccions de caràcter bèl·lic d'aquest municipi de la Noguera protegides com a bé cultural d'interès local.

## Descripció
Es tracta de tres construccions de caràcter defensiu, de ciment i pedres (una espècie de conglomerat), amb un encofrat de fusta. Són de forma circular, presenten una porta d'accés i dues obertures per on es disparava amb les metralladores. Al damunt hi ha pedres que segurament van ser posades per camuflar la construcció perquè no fos visible des de l'aire. L'interior dels habitacles es troba ben conservat i té un aspecte més polit que l'exterior. En algun cas, presenten alguna esquerda i també han anat quedant colgats i coberts d'herbes. Una de les construccions sembla que no és pròpiament un niu de metralladora. Segurament era un refugi o polvorí. Aquesta es troba en pitjor estat. S'han trobat restes de trinxeres allà a la vora, és probable que n'hi hagués més i que formessin un sistema defensiu complex.

## Història
Aquesta mena de construccions són un testimoni de la Guerra Civil, dels quals se'n poden trobar en molts altres indrets. La zona d'Artesa de Segre és un punt estratègic, ja que hi ha vies de comunicació entre França, Andorra i Catalunya. Fou el lloc escollit pel quarter general del XI cos de l'exèrcit republicà comandat pel coronel Francisco Galán i, per tant, aquests búnquers tindrien la funció de protegir-lo. Aquest indret va servir de banc de proves de l'aviació alemanya i italiana, que hi van fer diversos bombardejos.
La segona línia de defensa del Segre tenia com a missió fortificar i protegir els nusos de comunicació més importants per on podia entrar l'exèrcit franquista a Catalunya. A la Foradada, municipi de la Noguera situat a la riba esquerra del Segre, l'exèrcit republicà va construir nius de metralladora, trinxeres i búnquers per resistir i frenar l'avanç rebel.

## Memorial
Itinerari situat als afores de Foradada, que recorre els vestigis existents de la Guerra Civil. El municipi alberga dos espais patrimonials: el búnquer del Serrat de les Forques i el búnquer de la Serra de Munt. La intervenció ha consistit en la senyalització dels dos espais i en la reconstrucció d'alguns elements d'arqueologia bèl·lica, tots acompanyats de cartells que contextualitzen aquests vestigis i que ens remeten a la creació per part de l'exèrcit republicà de la segona línia de defensa del Segre contra l'exèrcit rebel.
Dins del mateix municipi de Foradada hi ha el castell de Montsonís, castell de frontera del segle X visitable i que forma part de la xarxa dels Castells de Lleida juntament amb els castells també visitables de Formós, a la mateixa comarca de la Noguera, Florejacs, les Pallargues, Concabella i Vicfred (la Segarra), i el de Montclar (l'Urgell). Es poden observar altres restes de la L-2 al llarg de l'itinerari pels Espais de la Guerra Civil a la Segarra (itinerari que, al llarg d'una trentena de quilòmetres, proposa la visita pels espais memorials vinculats a la Guerra Civil) o, a pocs quilòmetres, el refugi antiaeri d'Agramunt.